# 쾰른 사육제
쾰른 사육제(Köln karneval)는 독일의 쾰른시에서 매년 11월 11일 11시 11분에 시작되어 다음해 3월까지 긴 기간 동안 개최되는 축제이다.

## 개요
쾰른 사육제는 봄, 여름, 가을, 겨울이 아닌 또 하나의 새로운 계절이라는 의미에서 일명 '제5의 계절'이라 불리는 독일의 축제이다. 19세기 초부터 시작된 유서 깊은 축제로 3대 사육제 중 하나에 속하며, 수십 개의 사육제 단체가 참여해 3개월 동안 다채로운 행사를 한다. 쾰른 사육제가 개최되면 평상시 완벽한 치안과 질서를 자랑하는 독일의 쾰른시는 광란의 상태에 빠지게 된다. 이는 축제가 지닌 일상에서의 일탈과 함께 참가하여 즐기는 놀이적 성격이 강하기 때문이며 또한 쾰른 사육제가 수백년을 이어 내려온 전통의 축제이기에 더욱 그러하다.
쾰른 사육제는 처음 유럽의 사육제 전통 속에서 겨울철 추위와 굶주림을 이겨내기 위해 벌여진 축제 행사로 시작되었다. 대부분의 고대 축제에서와 마찬가지로 쾰른 사육제 역시 삶의 길을 안내하고 화복을 다스리는 여러 신들을 마스크 분장을 통해 역사 현실로 불러내는 것을 취지로 한다. 이로써 쾰른의 사람들은 생존에 부정적인 악령들을 몰아내고, 삶의 풍요를 지켜주는 선신들을 기리게 된다.

## 유래
사육제(카니발)은 이탈리아어 'carneval'에서 유래한다. 정확한 어원은 확실하지 않으나, '고기여, 안녕!'을 의미하는 중세 라틴어 'crnelevale'에서 어원을 찾을 수 있다. 또한 고대에 봄의 시작을 축하하는 행렬을 의미하는 라틴어 'carrus navalis'에서도 기원을 찾을 수 있다.
쾰른 시내에서의 사육제는 먼 옛날부터 진행되어 왔지만 프랑스 혁명군이 쾰른을 떠나고 프로이센이 도시를 점령한 1814년 이후, 이 거리 축제는 좀 더 체계적으로 진행되었다. 이에 따라 1823년에 ‘Festordnendes Komitee’가 설립되었으며 오늘날 축제 위원회의 뿌리가 되었다. 1823년 2월 10일, 최초의 장미의 월요일(Rosenmontag)을 기념하였으며 이 때 축제의 영웅을 선정하게 되었다. 보통 사육제 시작은 뒤셀도르프에서 시작해 쾰른을 거쳐 마인츠까지 이어진다. 해를 거듭하면서, 특정한 전통이나 관습들이 생겨나게 되었으며 이것은 여전히 전통적인 쾰른 페스티벌의 큰 특징이다.

## 일정
쾰른 사육제는 매년 11월 11일 11시 11분에 정확히 시작한다. 이는 11이라는 숫자가 사육제에서 중요한 역할을 하는 광대의 숫자이기 때문이다. 정확히 이 시간에 쾰른의 알트마르크트에서 광대복장을 한 시민들이 모여 '쾰른이여, 영원하라'는 의미를 가진 "Kölle Alaaf(쾰레 알라프)"라고 외치며 시작을 알린다. 이렇게 시작하는 시간은 매우 정확한 반면에 사육제가 끝나는 날짜는 유동적이다. 사육제는 종교적인 의미의 행사로 부활절과 밀접한 관계가 있기 때문이다. 부활절은 춘분 이후 첫 만월이 뜨는 일요일이기 때문에 사육제의 종료 날짜가 유동적일 수 밖에 없는 것이다.
쾰른 사육제는 단계적으로 점차 분위기가 무르익어‚ 장미의 월요일 행진 (Rosenmontag)’에서 정점을 이루게 된다. 그러나 우선 ‚재의 수요일(Aschermittwoch)’과 여인들의 목요일(Weiberfastnacht)’부터 거리 행진으로 이어지는 사육제 집회는 새해부터 그 본격적인 막을 올리게 된다. 이와 더불어 다양한 단체들의 사육제 집회가 함께 열린다. 기독교에 뿌리내린 축제라는 점에서, 장미의 월요일의 날짜는 교회력에 따른다. 장미의 월요일은 재의 수요일 전의 월요일에 위치하게 되며, 그 뒤로는 선의 금요일과 부활절로 이어지는 사순절의 시기가 시작되게 된다.

## 행사 내용

### 장미의 월요일
독일 쾰른 사육제의 정점을 이루는 날로 시가행진이 유명하다. 브라질의 리오, 영국의 노팅힐과 더불어 세계 3대 사육제의 하나로 그 명성을 지켜오는 쾰른 축제의 시가 행진은 정각 11시 11분에 쾰른 남쪽 클로드비히 광장에서 시작된다. 이 행렬에는 최대 1백만 명의 관람객들이 구경하고 참여하기도 한다. 200년 역사를 가진 이 시가행진은 오전 11시부터 오후 6시 30분까지 7시간 동안 7.5km 구간을 통과하며 다양하고 풍성한 볼거리를 보여준다. 이 행사에는 사육제 단체 150여 개와 1만여 명, 차량 100여 대가 참가하며, 사육제 용어로 예케(Jecke)라고 부르는 ‘바보’ 백성에게 던져줄 선물로 사탕과 캐러멜 150t, 사각 초콜릿 70만 개, 프랄린 초콜릿 20만 상자, 장미꽃 30만 송이가 준비되어 길거리에 뿌려진다.
프랑스가 '톨레랑스'의 사회라면 독일은 '질서'의 사회이다. 그러나 사육제가 정점에 달하는 '광란의 월요일'은 대성당 주변의 거리는 질서라고는 찾을 수 없고 그야말로 한바탕 난장이 벌어진다.
장미의 월요일은 독일의 국가 공휴일이 아니다. 그러나, 독일 남부 지역(쾰른, 본, 아헨, 메인즈 등)의 학교, 회사 등 대부분의 기관이 이 날을 임시 휴일로 정하고 축제를 즐긴다. 또한 쾰른시도 퍼레이드를 위하여 많은 일을 하는데, 도시와 마을 중심의 도로를 폐쇄하고 일부 지역의 교통을 통제한다. 행사 기간 중에는 시장 이하 거의 모든 공무원이 각종 행사에 참여하여, 시민들과 더불어 격의 없이 축제를 즐긴다.
장미의 월요일은 교회력을 따라 부활절 42일 전으로 정하여 해마다 날짜가 달라진다.(2016년 - 2월 8일, 2017년 - 2월 27일, 2018년 - 2월 12일, 2019년 - 3월 4일, 2020년 - 2월 24일 예정) 흔히들 Ronsenmontag를 Rose Monday로 해석하여 장미의 월요일이라 불리는 이 날은 실제로는 ‘Rosenmontag’ 단어에서 Rosen이 장미라는 뜻의 ‘로젠(Rosen)’이 아니라 광란이라는 뜻의 ‘라젠(Rasen)’을 쾰른식 사투리로 발음한 것으로 광란의 월요일로 풀이하는 것이 적절하다는 견해도 있다.("Rosen"이란 어휘는 종고독일어에 연원하며, '미쳐 날뛰다' / 'toben' 정도의 의미를 갖는다)

### 여인들의 목요일
축제 기간 중 ‘여인들의 목요일(Weiberdonnerstag 혹은 weiberfastnacht)’로 지정된 날은 진정한 축제의 시작이라고 불릴만한 날이다. 이날 Alter markt에서는 오전 9시부터 초대형 노천 회합이 거행되며, 정각 11시에는 삼성좌(dreigestirn)가 무대위로 등장하며 프린스는 개회 연설을 한다. 그 후 쾰른 시장은 이 축제 기간 동안 모든 세속적 권력을 우중에게 넘겨준다는 상징적 의미에서 시청열쇠를 전달한다. 그리고 11시 11분부터는 시 전역에 걸쳐 성대한 파티가 시작된다.
아낙네들의 사육제라 불리는 만큼 이날 쾰른시는 그야말로 여인천하가 된다. 그중 가장 대표적인 행사가 여성들이 거리를 다니며 가위로 남근(男根)의 상징인 넥타이를 보는 대로 자르는 것이다. 넥타이를 잘린 남자들은 여자들의 키스를 받게 된다. 그 넥타이는 여자들의 치마에 장식품으로 매달리게 된다. 또 축제가 시작되면 쾰른의 많은 술집은 가장 의상을 입힌 마네킹인 ‘누벨(Nubbel)’을 창문에 내걸어놓는다. 봉제 수요일이 다가오면 이 ‘누벨’을 땅에 내려놓고 축제 기간 동안의 방탕과 죄에 대한 희생양으로 불태운다.
여인들의 목요일이 되면 아이들은 물론 어른들까지 다양한 모습으로 가장을 하고 거리를 돌아다닌다. 백화점엔 아예 사육제 분장용품 코너가 해마다 특설되기도 한다.이 날엔 여자들은 낮부터 술을 마시고 거리로 나와 남성을 상징하는 넥타이를 가위로 자른다고 한다. 그러고는 사과하는 의미에서 그 남성에게 입을 맞추고, 그 남성은 잘린 넥타이를 매고 시내를 종일 돌아다닌다. 아무것도 모르고 시내 구경 나온 외국인 신사들의 넥타이가 잘려지는 수모가 여기저기서 벌어지며, 이 날은 수상도 예외 없이 넥타이를 잘리면서 히죽대며 웃는 사진이 신문마다 실린다.
이 축제는 특히 여자들의 해방일로 불리기도 한다. 그동안 집안에서 억눌렸던 여자들은 대낮부터 술을 마시고 거리를 떼 지어 다닌다. 넥타이를 자르거나 누벨을 걸어놓는 행위는 노예나 지배자가 없는 오늘날 쾰른 축제를 추수로 힘들었던 농부들을 위로하고, 억눌려 살아야 하는 여인들이 자유를 만끽하는 기간으로 인식하고 있다는 점을 잘 보여준다.

### 사육제의 왕자
사육제가 열리는 100여 일 동안 쾰른 시민의 정신적 지주는 ‘사육제의 왕자(Prinz)’다. 매해 초가을 쾰른사육제운영위원회는 사육제 단체 정회원 가운데 한 명을 사육제의 왕자로 선발한다. 선발의 가장 중요한 기준은 표준 쾰른 지역의 방언을 사용하는가이다. 선발이 되면 1년동안 다양한 활동을 익히게 되는데, 이후 사육제의 왕자는 함께 선발된 농민 및 여성 대표와 ‘3인위원회’를 꾸려 공식 활동을 벌인다. 그들의 역할은 상상하는 것보다 더 중요한데, 쾰른 근교에 사는 한 50대 남성이 “가톨릭 교황, 독일연방 총리, 쾰른 사육제의 왕자 이 셋 가운데 우리한테 최고 중요한 인물은 사육제의 왕자”라고 말했을 정도이다. 축제 기간 동안 이들의 주요 임무는 사육제 기간에 열리는 400여 실내 행사에 참가해 자리를 빛내는 것이다. 이 때 진행되는 400여 행사 가운데 절반 이상은 장애인, 노인, 고아를 위한 복지시설 후원이 목적이다. 사육제의 발전은 행사 질에 달렸다고 보는 사육제운영위원회는 연예인을 양성하는 3년제 교육과정까지 두고 있다.

## 한국교민회와의 관련성
2011년은 쾰른 사육제 역사 중에서도 한국인들에게 특히 더욱 흥미로울 법한 해였다. 그 해 독일 한국 교민회를 통해 한국의 사물놀이 풍물패가 쾰른 사육제에 참여하게 된 것이다. 풍물패는 장미의 월요일 행사에 직접 참여하여 큰 호응을 얻었다. 지속적으로 한국교민회의 사육제 참여를 추진한 유제헌 총연합회장은 “독일의 국가적인 축제에 우리 한국이 참가함으로써 한국의 뛰어난 문화를 독일 사람들에게 선보이고 한국문화에 더욱 친근감을 갖게 할 수 있기에 한인사회 차원에서도 매우 뜻깊은 행사이다”라며 소감을 전하기도 했다.

## 사육제박물관
쾰른시는 또한 사육제의 유래와 역사, 그 의미에 대해 알리기 위해 박물관을 운영하고 있다.
쾰른사육제박물관은 독어문화권에서 가장 큰 사육제박물관으로, 2005년 개관했다.
사육제박물관에서는 유럽 사육제의 역사부터 쾰른에서 진행된 축제들의 메달들에 이르기까지 다양한 전시품을 소장하고 있으며 쾰른의 방언으로 불린 사육제 음악을 직접 들어보는 것도 가능하다.
주소
- Kölner Karnevalsmuseum Maarweg 134-136 D-50825 Köln

운영일시
- 월요일 휴무일
- 화요일 휴무일
- 수요일 휴무일
- 목요일 오전 10:00 ~ 오후 8:00
- 금요일 오전 10:00 ~ 오후 5:00
- 토요일 오전 11:00 ~ 오후 5:00
- 일요일 휴무일

운영시간
- 오전 10시 - 오후 4시 (매일 2번의 가이드 투어 진행)

## 참고 문헌
- 이민수, 《낭만과 전설이 숨쉬는 독일기행》, 예담출판사, 2005
- 유경숙, 《유럽 축제 사전: 28개국 101개의 유러피언 페스티벌 속으로》, 멘토르, 2011
- 류정아 등 9명 공저, 《유럽의 축제문화》, 연세대학교 출판부, 2003
- Kuhn-Hein, Ulrich, 《유럽의 축제》, 컬처라인, 2001